# Comté de Sheridan (Kansas)
Pour les articles homonymes, voir Comté de Sheridan.
Le comté de Sheridan est l’un des 105 comtés de l’État du Kansas, aux États-Unis. Fondé en 1880, il a été nommé en hommage au général Philip Sheridan.
Siège et plus grande ville : Hoxie. Jusqu’en 1886, Kenneth était le siège du comté.

## Géolocalisation
|                 | Comté de Decatur  | Comté de Norton |
| Comté de Thomas | Comté de Sheridan | Comté de Graham |
|                 | Comté de Gove     |                 |